# Rysk-turkiska kriget (1676–1681)
Rysk-turkiska kriget (1676–1681) utkämpades mellan Tsarryssland och Osmanska riket orsakad av den osmanska expansionen på under 1700-talets andra hälft. Kriget utspelade sig i Tjyhyryn i  Hetmanriket, som sedan 1669 hade varit en rysk vasall. Konflikten slutade med fördraget i Bachtjisaraj 3 januari 1681, mellan Tsarryssland, Osmanska riket och Krimkhanatet. Enligt fördraget skulle det västra (högra breden) av det lillryska Dneper-landet lyda under Osmanska riket.